# Herbert Jonas
Herbert Jonas (* 12. Dezember 1988 in Wien) ist ein österreichischer Handballspieler.

## Karriere
Der gebürtige Wiener begann seine aktive Profi-Karriere 2008 bei den Aon Fivers Margareten. Davor war er bereits für denselben Verein in diversen Jugendligen aktiv. Beim Wiener Derby am 19. Oktober 2013  gegen SG Handball West Wien zog er sich bei einem Foul von Markus Wagesreiter einen doppelten Kieferbruch zu und musste länger aussetzen. 2009, 2012, 2013, 2015, 2016 sowie 2017 konnte der Wiener mit dem Handballclub Fivers Margareten den ÖHB-Cup und 2011, 2016 sowie 2018 die Österreichische Meisterschaft gewinnen.
Seit der Saison 2023/24 arbeitet Jonas als Co-Trainer des Handballclub Fivers Margareten.

## HLA-Bilanz
| 2008/09   | Handballclub Fivers Margareten                                  | HLA                                                             | 4                                                               | 0/0                                                             | 4                                                               |                                                                 |                                                                 |                                                                 |                                                                 |                                                                 |
| 2009/10   | Handballclub Fivers Margareten                                  | HLA                                                             | 23                                                              | 1/1                                                             | 22                                                              |                                                                 |                                                                 |                                                                 |                                                                 |                                                                 |
| 2010/11   | Handballclub Fivers Margareten                                  | HLA                                                             | 42                                                              | 0/0                                                             | 42                                                              |                                                                 |                                                                 |                                                                 |                                                                 |                                                                 |
| 2011/12   | Handballclub Fivers Margareten                                  | HLA                                                             | 45                                                              | 0/0                                                             | 45                                                              |                                                                 |                                                                 |                                                                 |                                                                 |                                                                 |
| 2012/13   | Handballclub Fivers Margareten                                  | HLA                                                             | 87                                                              | 0/0                                                             | 87                                                              |                                                                 |                                                                 |                                                                 |                                                                 |                                                                 |
| 2013/14   | Handballclub Fivers Margareten                                  | HLA                                                             | 63                                                              | 0/0                                                             | 63                                                              |                                                                 |                                                                 |                                                                 |                                                                 |                                                                 |
| 2014/15   | Handballclub Fivers Margareten                                  | HLA                                                             | 67                                                              | 0/0                                                             | 67                                                              |                                                                 |                                                                 |                                                                 |                                                                 |                                                                 |
| 2015/16   | Handballclub Fivers Margareten                                  | HLA                                                             | 61                                                              | 0/0                                                             | 61                                                              |                                                                 |                                                                 |                                                                 |                                                                 |                                                                 |
| 2016/17   | Handballclub Fivers Margareten                                  | HLA                                                             | 50                                                              | 0/0                                                             | 50                                                              |                                                                 |                                                                 |                                                                 |                                                                 |                                                                 |
| 2017/18   | Handballclub Fivers Margareten                                  | HLA                                                             | 58                                                              | 0/0                                                             | 58                                                              |                                                                 |                                                                 |                                                                 |                                                                 |                                                                 |
| 2018/19   | Handballclub Fivers Margareten                                  | HLA                                                             | 54                                                              | 0/0                                                             | 54                                                              |                                                                 |                                                                 |                                                                 |                                                                 |                                                                 |
| 2019/20   | Saison aufgrund der COVID-19-Pandemie in Österreich abgebrochen | Saison aufgrund der COVID-19-Pandemie in Österreich abgebrochen | Saison aufgrund der COVID-19-Pandemie in Österreich abgebrochen | Saison aufgrund der COVID-19-Pandemie in Österreich abgebrochen | Saison aufgrund der COVID-19-Pandemie in Österreich abgebrochen | Saison aufgrund der COVID-19-Pandemie in Österreich abgebrochen | Saison aufgrund der COVID-19-Pandemie in Österreich abgebrochen | Saison aufgrund der COVID-19-Pandemie in Österreich abgebrochen | Saison aufgrund der COVID-19-Pandemie in Österreich abgebrochen | Saison aufgrund der COVID-19-Pandemie in Österreich abgebrochen |
| 2020/21   | Handballclub Fivers Margareten                                  | HLA                                                             | 21                                                              | 0/0                                                             | 21                                                              |                                                                 |                                                                 |                                                                 |                                                                 |                                                                 |
| 2008–2021 | gesamt                                                          | HLA                                                             | 575                                                             | 1/1 (100 %)                                                     | 574                                                             |                                                                 |                                                                 |                                                                 |                                                                 |                                                                 |

## Erfolge
- 3× Österreichischer Meister 2010/11, 2015/16, 2017/18
- 7× Österreichischer Pokalsieger 2008/09, 2011/12, 2012/13, 2014/15, 2015/16, 2016/17, 2020/21